# Dušan Krchňák
Dušan Krchňák (Bratislava, 14 ottobre 1947) è un ex arbitro di calcio cecoslovacco.
Durante la sua carriera Dušan Krchñák ha diretto diverse amichevoli internazionali, diverse partite di Coppa UEFA e di Champions League ed alcune partite di qualificazione agli Europei e ai Mondiali durante gli anni ottanta. Ha arbitrato una delle due finali della Coppa UEFA 1987-1988 tra Espanyol e Bayer Leverkusen. Dopo il suo ritiro, è divenuto uno dei dirigenti delle associazioni arbitrali slovacche.